# Изшор (озеро)
Изшор, Гушор или Хушьёр (тадж. Ҳушёр — бдительный, «ҳушёрӣ» — бдительность) — озеро завального происхождения, расположенное в Пенджикентском районе Согдийской области Таджикистана на высоте 1771 метров над уровнем моря.
Общая площадь акватории озера 0,23 км². Длина — 970 м, ширина — 130 м.

## Описание
Изшор — третье по счёту озеро в каскаде Маргузорских озёр долины Хафткул (Фанские горы). Расположен в восьми километрах от посёлка Шинг и в километре от озера Соя. Ранее на западном берегу располагалась турбаза «Маргузорские озера», разрушенная селевыми потоками. С таджикского языка название переводится как «бдительный». Предупредительное название объясняется тем, что окрестности озера изобилуют ядовитыми змеями. Воды озера переливаясь через завал подпитывают озеро Соя, которое расположено ниже по ущелью Шинга. Берега озера в основном окружены крутыми склонами со скальными обломками, местами переходящими в отвесные скалы.
Воды озера используются жителями близлежащих сёл для орошения плодородных земель ущелья Гурдара. Выращиваемые земледельцами культуры в основном относятся к зерновым.
В озере Изшор как и в соседнем озере Соя в изобилии водятся маринки, о чём свидетельствует перемещение крупных стай этого вида. Перемещение особенно заметно в полнолуние.

## Химический состав
Согласно классификации природных вод по выделению гидрохимических фаций Г. А. Максимовича, Изшор входит в зону горных территорий гидрокарбонатной гидрохимической формации с преобладанием гидрокарбонатно-кальциевых вод. В таблице учёного приведены следующие характеристики вод озера:
| Формация         | Фация               | Минерализация, мг/л |
| ---------------- | ------------------- | ------------------- |
| Гидрокарбонатная | HCO3— Na+ +K+ —Ca²+ | 50—150              |